# Список глав Греции

Территориальные изменения (1832—1947)

В списке представлены главы государства Греции со времени, когда 15 (27) января 1822 года на сессии I Национального собрания в Эпидавре был избран Исполнительный орган, состоящий из пяти человек во главе с Александросом Маврокордатосом, что ознаменовало создание независимого национального правительства в условиях греческой освободительной революции. Дополнительно показаны руководители местного самоуправления, сформировавшегося в 1821 году в ходе революции как первая форма греческой государственности.
Использованная в первом столбце таблиц нумерация является условной; также условным является использование в первом столбце цветовой заливки, служащей для упрощения восприятия принадлежности лиц к различным политическим силам без необходимости обращения к столбцу, отражающему партийную принадлежность. Наряду с партийной принадлежностью, в столбце «Партия» также отражён беспартийный статус персоналий. В столбце «Выборы» отражены состоявшиеся выборные процедуры или иные основания получения полномочий. Для удобства список разделён на принятые в историографии периоды истории страны. Приведённые в преамбулах к каждому из разделов описания этих периодов призваны пояснить особенности её политической жизни.
До 16 февраля (1 марта) 1923 года, когда королевским указом для государственного использования в Греции был введён григорианский календарь, также приведены юлианские даты.

## Органы греческого самоуправления (1821—1822)
В период Греческой революции 25 марта (6 апреля) 1821 года повстанцы южного Пелопоннеса собрались в Каламате и основали первый орган власти греческих инсургентов — Месинскую герузию, в первый день работы направившую великим державам «Предупреждение европейским судам…» (греч. Προειδοποίησιν εις τας ευρωπαϊκάς αυλάς…), объявив о начале освободительной революции. Возглавляющий герузию Петрос Мавромихалис 26 мая (7 июня) 1821 года на собрании в Кальтезесе основал «Герузию всех общин провинций Пелопоннеса» (греч. Γερουσία όλου του Δήμου των επαρχιών της Πελοποννήσου), более известную как «Пелопоннесская герузия», председателем которой стал епископ Вресфении Теодорос II. Первоначально работавшая в горном монастыре в Стемнице, она была перенесена в Триполис после его взятия 23 сентября (5 октября) 1821 года повстанцами.
В ноябре 1821 года в материковой Греции для управления подконтрольными восставшим территориями были созданы Орган Западной материковой Греции (9 (21) ноября 1821 года, в Месолонгионе), герузию которого возглавил Александрос Маврокордатос, и Ареопаг Восточной Континентальной Греции (17 (29) ноября 1821 года, в Салоне), который возглавил Теодорос Негрис.
|        | Портрет | Имя (годы жизни) | Полномочия           | Полномочия          | Партия       | Наименование должности                                                                                           | Пр.           |
| Начало | Портрет | Имя (годы жизни) | Окончание            |                     | Партия       | Наименование должности                                                                                           | Пр.           |
| ------ | ------- | --- | -------------------- | ------------------- | ------------ | --- | ------------- |
| —      |         | епископ Вресфении Теодорос II (1787—1843) греч. επίσκοπος Βρεσθένης Θεοδώρητος Β в миру Томас Василиу Костакис греч. Θωμάς Βασιλείου Κωστάκης | 26 мая (7 июня) 1821 | 15 (27) января 1822 | беспартийный | Председатель Пелопоннесской герузии греч. Πρόεδρος της Πελοποννησιακής Γερουσίας                                 | [ 8 ] [ 9 ]   |
| —      |         | Александрос Николау Маврокордатос (1791—1865) греч. Αλέξανδρος Νικολάου Μαυροκορδάτος                                                         | 9 (21) ноября 1821   | 15 (27) января 1822 | беспартийный | Председатель Герузии Западной материковой Греции греч. Πρόεδρος της Γερουσίας Δυτικής Χέρσου Ελλάδας             | [ 10 ] [ 11 ] |
| —      |         | Теодорос Георгиу Негрис (1790—1824) греч. Θεόδωρος Γεωργίου Νέγρης                                                                            | 17 (29) ноября 1821  | 15 (27) января 1822 | беспартийный | Председатель Ареопага Восточной материковой Греции греч. Προέδρος του Αρείου Πάγου της Ανατολικής Χέρσου Ελλάδος | [ 12 ] [ 13 ] |

## Греция (непризнанное государство, 1822—1827)
20 декабря 1821 (1 января 1822) года в деревне Пиада вблизи древнего Эпидавра открылось Национальное собрание в составе 60 делегатов, провозгласившее независимость Греции (греч. Ελλάς) и одобрившее временную конституцию, установившую свободу вероисповедания (признав православие преобладающей религией), равенство граждан перед законом и определившую организацию государства. Избранную 15 (27) января 1822 года в составе 5 членов Исполнительную власть возглавил Александрос Маврокордатос. Последующее изменение влияния политических групп нашло отражение как в работе Второго Национального собрания, состоявшегося в Астросе в марте—апреле 1823 года, утвердившего постоянную конституцию, названную «Закон Эпидавра» (что подчёркивало её преемственность по отношению к акту 1822 года), распустившего окончательно региональные органы на Пелопоннесе и на востоке и западе материковой Греции, так и в последовавшем 27 апреля (9 мая) 1823 года избрании председателем Исполнительной власти Петроса Мавромихалиса. Чрезмерное усиление назначенного заместителем Мавромихалиса и главнокомандующим войск Теодороса Колокотрониса привело к назначению 19 (31) декабря 1823 года новой Исполнительной власти под председательством Георгиоса Кундуриотиса.
Третье Национальное собрание, начавшее работу в апреле 1826 года в Неа Эпидавросе (Пиаде), в связи с критическими военно-политическими событиями дважды прекращало работу, предоставляя делегатам возможность принять участие в военных действиях, продолжило работу в январе—марте 1827 года в Эрмиони (в неполном составе) и в марте—мае 1827 года в Дамаласе (ныне — Тризин). В начале работы собрания с целью соответствия системы государственного управления военному времени 18 (30) апреля 1826 года исполнительная власть была передана Административному комитету в составе трёх членов во главе с Андреасом Заимисом. Итогом работы собрания стало принятие новой конституции и избрание губернатором Греции (греч. Κυβερνήτης της Ελλάδος) Иоанниса Каподистриаса, а до его прибытия из заграницы — создание Вице-губернаторского комитета из трёх членов.
|        | Портрет | Имя (годы жизни)                                                                      | Полномочия             | Полномочия             | Партия                            | Наименование должности                                                                         | Пр.           |
| Начало | Портрет | Имя (годы жизни)                                                                      | Окончание              |                        | Партия                            | Наименование должности                                                                         | Пр.           |
| ------ | ------- | ------------------------------------------------------------------------------------- | ---------------------- | ---------------------- | --------------------------------- | ---------------------------------------------------------------------------------------------- | ------------- |
| —      |         | Александрос Николау Маврокордатос (1791—1865) греч. Αλέξανδρος Νικολάου Μαυροκορδάτος | 15 (27) января 1822    | 27 апреля (9 мая) 1823 | беспартийный                      | Председатель Исполнительной власти греч. Πρόεδρος του Εκτελεστικού                             | [ 10 ] [ 11 ] |
| —      |         | Петрос Илиу Мавромихалис (1765—1848) греч. Πέτρος Ηλίου Μαυρομιχάλης                  | 27 апреля (9 мая) 1823 | 19 (31) декабря 1823   | беспартийный                      | Председатель Исполнительной власти греч. Πρόεδρος του Εκτελεστικού                             | [ 23 ] [ 24 ] |
| —      |         | Георгиос Андреа Кунтуриотис (1782—1858) греч. Γεώργιος Ανδρέα Κουντουριώτης           | 19 (31) декабря 1823   | 18 (30) апреля 1826    | беспартийный → Французская партия | Председатель Исполнительной власти греч. Πρόεδρος του Εκτελεστικού                             | [ 25 ] [ 26 ] |
| —      |         | Андреас Асимаку Заимис (1791—1840) греч. Ανδρέας Ασημάκου Ζαΐμης                      | 18 (30) апреля 1826    | 2 (14) апреля 1827     | беспартийный                      | Председатель Административного комитета Греции греч. Πρόεδρος της Διοικούσας Επιτροπής Ελλάδος | [ 27 ] [ 28 ] |

## Греческое государство (1827—1833)

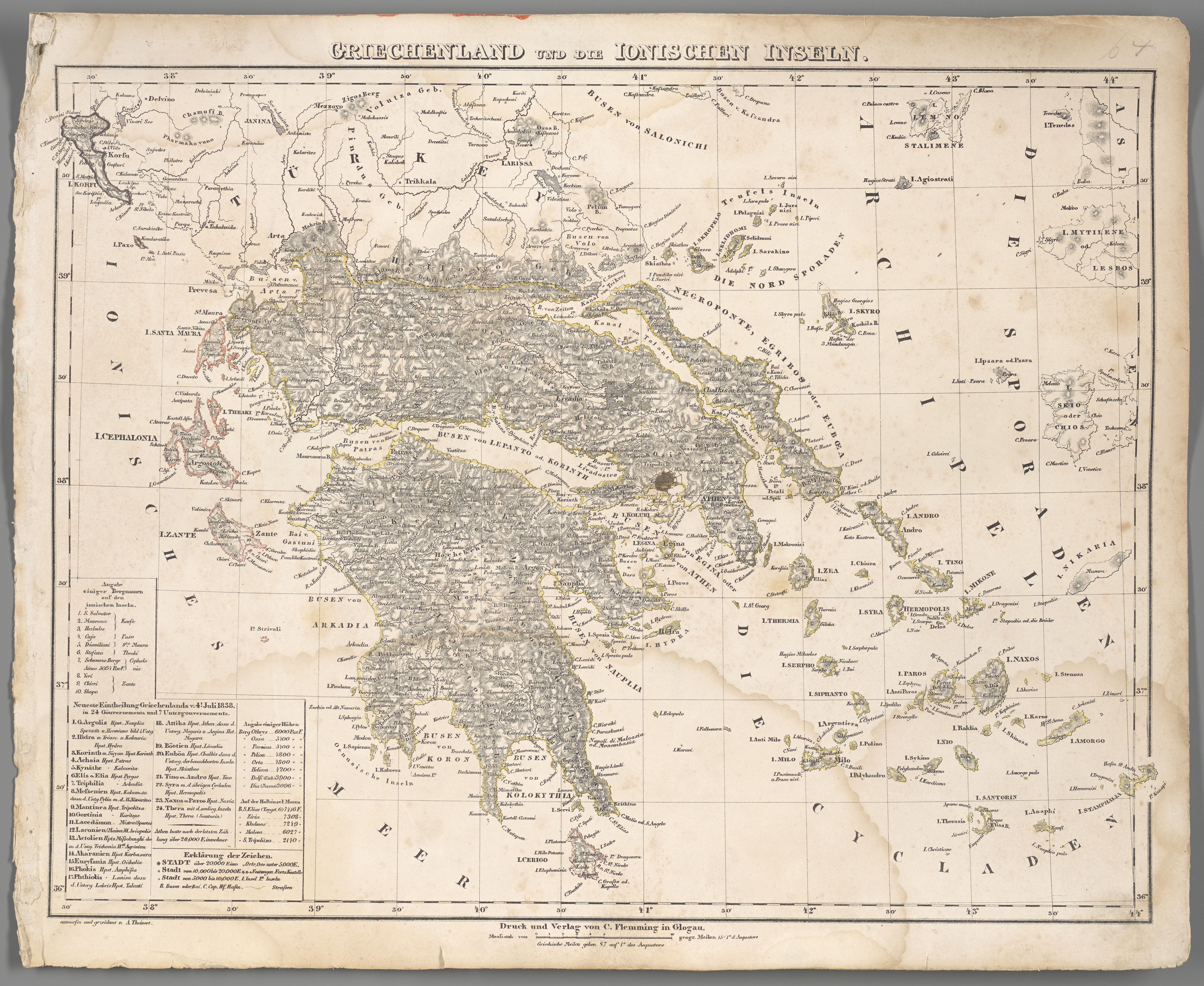
Греция в границах 1832 года и Соединённые государства Ионических островов

Находящийся на русской службе граф Иван Антонович Каподистрия был избран Третьим Национальным собранием губернатором Греции (греч. Κυβερνήτης της Ελλάδος) заочно на срок семи лет, начинающийся 2 (14) апреля 1827 года. Датированным 14 (26) августа 1827 года письмом, направленным из Лондона в адрес собрания, он сообщил о принятии избрания и прибыл в Грецию 12 (24) января 1828 года, высадившись на Эгине. С его прибытием стала складываться система централизованного национального государства, соответствующая принятой 1 (13) мая 1827 года конституции, по которой страна получила название Греческое государство (греч. Ελληνική Πολιτεία). Его столицей с построением в 1829 году губернаторского дворца стал Нафплион.
После убийства губернатора 27 сентября (9 октября) 1831 года (по мотивам политического соперничества и личной мести) был создан Административный комитет Греции под председательством его младшего брата Августиноса Каподистриаса, который 8 (20) декабря 1831 года возглавил правительство, сформированное Пятым Национальным собранием, а 15 (27) марта 1832 года был избран новым губернатором. На протяжении его правления усиливалось вооружённое противостояние с оппозицией, пытавшейся создать альтернативные законодательные и правительственные органы, что вынудило губернатора объявить об отставке 28 марта (9 апреля) 1832 года, после чего он, забрав забальзамированное тело брата Иоанниса, отплыл на Корфу.
После его отставки Сенат создал Административный комитет, призванный управлять страной в период избрания и вступления на трон короля Греции, как это было предусмотрено принятой Пятым Национальным собранием монархической конституцией. Состав комитета, включавшего в себя представителей противостоящих политических сил, неоднократно менялся как через перевыборы (28 марта (9 апреля) 1832 и 21 сентября (3 октября) 1832 года), так и с выбытием его членов в связи со смертью, отставкой либо иными причинами (например, отъездом двух членов в Мюнхен с целью официального приглашения монарха). Работавший коллегиально комитет оставался малоэффективным, избранный 2 (14) апреля 1832 года его председателем Георгиос Кундуриотис оставил дела и уехал на остров Идру 9 (21) сентября 1832 года. 25 января (6 февраля) 1833 года Иоаннис Колеттис от имени комитета передал власть королю Отто I.
|              | Портрет             | Имя (годы жизни) | Полномочия                   | Полномочия                                                                     | Партия             | Наименование должности                                                                         | Пр.           |
| Начало       | Портрет             | Имя (годы жизни) | Окончание                    |                                                                                | Партия             | Наименование должности                                                                         | Пр.           |
| ------------ | ------------------- | --- | ---------------------------- | ------------------------------------------------------------------------------ | ------------------ | ---------------------------------------------------------------------------------------------- | ------------- |
| — (а, б, в)  |                     | Георгиос Петру Мавромихалис (1800—1831) греч. Γεώργιος Πέτρου Μαυρομιχάλης                                                                                                  | 3 (15) апреля 1827           | 12 (24) января 1828                                                            | беспартийный       | Вице-губернаторский комитет греч. Αντικυβερνητική επιτροπή                                     | [ 35 ] [ 36 ] |
| — (а, б, в)  |                     | Иоаннис Николау Накос (?—?) греч. Ιωάννης Νικολάου Νάκος | 3 (15) апреля 1827           | 12 (24) января 1828                                                            | беспартийный       | Вице-губернаторский комитет греч. Αντικυβερνητική επιτροπή                                     | [ 20 ] [ 37 ] |
| — (а, б, в)  |                     | Иоаннис Марки Милайтис (1784—1861) греч. Ιωάννης Μαρκή Μιλαΐτης | 3 (15) апреля 1827           | 12 (24) января 1828                                                            | беспартийный       | Вице-губернаторский комитет греч. Αντικυβερνητική επιτροπή                                     | [ 20 ] [ 37 ] |
| 1            |                     | граф Иоаннис Антониу Каподистриас (1776—1831) греч. Ιωάννης Αντωνίου Καποδίστριας итал. Giovanni di Antonio Capo d'Istria (в России Иван Антонович Каподистрия)             | 12 (24) января 1828          | 27 сентября (9 октября) 1831                                                   | Русская партия     | Губернатор Греции греч. Κυβερνήτης της Ελλάδος                                                 | [ 38 ] [ 39 ] |
| —            |                     | граф Иоаннис Мария Августинос Антониу Каподистриас (1778—1857) греч. Ιωάννης Μαρία Αυγουστίνος Αντωνίου Καποδίστριας итал. Giovanni Maria Agostino di Antonio Capo d'Istria | 27 сентября (9 октября) 1831 | 8 (20) декабря 1831                                                            | Русская партия     | Председатель Административного комитета Греции греч. Πρόεδρος της Διοικούσας Επιτροπής Ελλάδος | [ 31 ] [ 32 ] |
| —            | 8 (20) декабря 1831 | граф Иоаннис Мария Августинос Антониу Каподистриас (1778—1857) греч. Ιωάννης Μαρία Αυγουστίνος Αντωνίου Καποδίστριας итал. Giovanni Maria Agostino di Antonio Capo d'Istria | 15 (27) марта 1832           | Председатель Греческого правительства греч. Πρόεδρος της Ελληνικής Κυβερνήσεως | Русская партия     |                                                                                                | [ 31 ] [ 32 ] |
| 2            | 15 (27) марта 1832  | граф Иоаннис Мария Августинос Антониу Каподистриас (1778—1857) греч. Ιωάννης Μαρία Αυγουστίνος Αντωνίου Καποδίστριας итал. Giovanni Maria Agostino di Antonio Capo d'Istria | 28 марта (9 апреля) 1832     | Губернатор Греции греч. Κυβερνήτης της Ελλάδος                                 | Русская партия     |                                                                                                | [ 31 ] [ 32 ] |
| — (а—и)      |                     | Андреас Асимаку Заимис (1791—1840) греч. Ανδρέας Ασημάκου Ζαΐμης | 28 марта (9 апреля) 1832     | 25 января (6 февраля) 1833                                                     | Русская партия     | Административный комитет Греции греч. Διοικητική Επιτροπή της Ελλάδος                          | [ 27 ] [ 28 ] |
|              |                     | Андреас Петру Метаксас (1790—1860) греч. Ανδρέας Πέτρου Μεταξάς | 28 марта (9 апреля) 1832     | 25 января (6 февраля) 1833                                                     | Русская партия     | Административный комитет Греции греч. Διοικητική Επιτροπή της Ελλάδος                          | [ 40 ] [ 41 ] |
|              |                     | Иоаннис Николау Колеттис (1774—1847) греч. Ιωάννης Νικολάου Κωλέττης | 28 марта (9 апреля) 1832     | 25 января (6 февраля) 1833                                                     | Французская партия | Административный комитет Греции греч. Διοικητική Επιτροπή της Ελλάδος                          | [ 42 ] [ 43 ] |
|              |                     | Теодорос Константу Колокотронис (1770—1843) греч. Θεόδωρος Κωνσταντου Κολοκοτρώνης                                                                                          | 28 марта (9 апреля) 1832     | 2 (14) апреля 1832                                                             | Русская партия     | Административный комитет Греции греч. Διοικητική Επιτροπή της Ελλάδος                          | [ 19 ] [ 44 ] |
|              |                     | Василиос Николау Бунтурис (1775—?) греч. Βασίλειος Νικολάου Μπουντούρης | 28 марта (9 апреля) 1832     | 2 (14) апреля 1832                                                             | Русская партия     | Административный комитет Греции греч. Διοικητική Επιτροπή της Ελλάδος                          | [ 45 ]        |
| [ комм. 15 ] |                     | Георгиос Андреа Кунтуриотис (1782—1858) греч. Γεώργιος Ανδρέα Κουντουριώτης                                                                                                 | 2 (14) апреля 1832           | 9 (21) сентября 1832                                                           | Французская партия | Административный комитет Греции греч. Διοικητική Επιτροπή της Ελλάδος                          | [ 25 ] [ 26 ] |
|              |                     | Димитриос Константину Ипсилантис (1793—1832) греч. Δημήτριος Κωνσταντίνου Υψηλάντης в России Дмитрий Константинович Ипсиланти                                               | 2 (14) апреля 1832           | 5 (17) августа 1832                                                            | Французская партия | Административный комитет Греции греч. Διοικητική Επιτροπή της Ελλάδος                          | [ 46 ] [ 47 ] |
|              |                     | Димитрис Николау Плапутас (1786—1864) греч. Δημήτρης Νικολάου Πλαπούτας | 2 (14) апреля 1832           | 7 (21) сентября 1832                                                           | Русская партия     | Административный комитет Греции греч. Διοικητική Επιτροπή της Ελλάδος                          | [ 48 ] [ 49 ] |
|              |                     | Костас Кицу Боцарис (1792—1853) греч. Κώστας Κίτσου Μπότσαρης | 2 (14) апреля 1832           | 7 (21) сентября 1832                                                           | Английская партия  | Административный комитет Греции греч. Διοικητική Επιτροπή της Ελλάδος                          | [ 50 ]        |

## Королевство Греция (1833—1924)
Решение о монархическом устройстве Греции было принято Пятым Национальным собранием под влиянием подписанного Великобританией, Россией и Францией 7 (19) февраля 1830 года Лондонского протокола, по которому великими державами признавался греческий суверенитет (северная граница страны была определена по линии Волос—Арта, из крупных островов Эгейского архипелага в её состав вошла только Эвбея) под управлением выбранного в будущем державами представителя европейской династии. Наряду с внутренним кризисом это стало причиной отставки 28 марта (9 апреля) 1832 года губернатора Греции Августиноса Каподистриаса и создания Административного комитета Греции для обеспечения приёма будущего монарха. В мае 1832 года греческий трон был предложен баварскому принцу Отто Фридриху Людвигу (нем. Otto Friedrich Ludwig), второму сыну Людвига I, с которым было подписано соглашение о порядке регентства до достижения его сыном двадцатилетия. В течение лета 1832 года суверенитет Греции, её границы и права на её трон были подтверждены международными соглашениями, включая Константинопольский договор, и одобрены прошедшим в пригороде Нафплиона Национальным собранием греков.

### Виттельсбахи (1833—1862)
Вступивший 25 января (6 февраля) 1833 года на трон Королевства Греция (греч. Βασίλειον της Ελλάδος) Отто I до достижения своего двадцатилетия (до 20 мая (1 июня) 1835 года) осуществлял правление с участием Регентского совета, назначаемого королём Баварии Людвигом I. Председатель регентского совета Йозеф Людвиг фон Армансперг, добившись 9 (21) июля 1834 от Людвига I замены двух имевших с ним разногласия членов совета, позже осуществлял полномочия в управлении государством практически без ограничений.
В 1834 году столица Греции была перенесена из Нафплиона в Афины. Поднятое 3 (15) сентября 1843 года восстание армии против абсолютистского правления вынудило короля октроировать 15 (27) марта 1844 года конституцию, установившую парламентскую монархию. В результате революции, охватившей страну с февраля 1862 года серией восстаний, король Отто I был низложен. По предложению послов великих держав он покинул страну 12 (24) октября 1862 года, официальное низложение было оформлено 22 января (3 февраля) 1863 года.
|        | Портрет | Имя (годы жизни)                 | Правление                  | Правление            | Династия                                          | Титул                                                               | Пр.           |
| Начало | Портрет | Имя (годы жизни)                 | Окончание                  |                      | Династия                                          | Титул                                                               | Пр.           |
| ------ | ------- | -------------------------------- | -------------------------- | -------------------- | ------------------------------------------------- | ------------------------------------------------------------------- | ------------- |
| 3      |         | Отто I (1815—1867) греч. Όθων Αʹ | 25 января (6 февраля) 1833 | 11 (23) октября 1862 | Виттельсбахи греч. Βίττελσμπαχ нем. Wittelsbacher | Милостью Божьей, король Греции греч. Ελέω Θεού Βασιλεύς της Ελλάδος | [ 59 ] [ 60 ] |

### Избрание нового короля (1862—1863)
Наутро после изгнания короля Отто I в столице была распространена поддержанная парламентариями написанная профессором Афинского университета Николаосом Сариполосом «Резолюция нации» (греч. Ψήφισμα του Έθνους), отменяющая права Виттельсбахов на трон и декларирующая создание временного правительства и созыв Национального учредительного собрания с целью выработки конституции и избрания нового правителя. Проведённые в ноябре 1862 года Временным правительством под председательством Димитриоса Вулгариса выборы сформировали состав Национального собрания, начавшего работу 10 (22) декабря 1862 года. В период до своего роспуска в ноябре 1864 года оно назначило ряд временных правительств (в межправительственные периоды председательствующие в Национальном собрании дважды становились во главе государства), осуществило выбор нового короля (18 (30) марта 1863 года им был объявлен сын датского наследного принца Христиан Вильгельм Фердинанд Адольф Георг (дат. Christian Vilhelm Ferdinand Adolf Georg) и утвердило конституцию, установившую принцип народного суверенитета и наделившую парламент полнотой законодательной власти.
25 мая (6 июня) 1863 года король Дании Фредерик VII принял греческую корону от имени не достигшего совершеннолетия члена своей семьи, после чего полномочия греческих временных правительств осуществлялись в ожидании прибытия в страну монарха, принявшего тронное имя Георгиос I (греч. Γεώργιος Αʹ).
|        | Портрет | Имя (годы жизни) | Полномочия               | Полномочия               | Партия             | Наименование должности                                                                                              | Пр.           |
| Начало | Портрет | Имя (годы жизни) | Окончание                |                          | Партия             | Наименование должности                                                                                              | Пр.           |
| ------ | ------- | --- | ------------------------ | ------------------------ | ------------------ | --- | ------------- |
| —      |         | Димитриос Георгиу Вулгарис (1803—1878) греч. Δημήτριος Γεωργίου Βούλγαρης                                                     | 10 (22) октября 1862     | 9 (21) февраля 1863      | Английская партия  | Председатель Временного правительства греч. Πρόεδρος της Προσωρινής Κυβερνήσεως                                     | [ 62 ] [ 63 ] |
| —      |         | Аристидис Морайтинис (1806—1875) греч. Αριστείδης Μοραϊτίνης                                                                  | 9 (21) февраля 1863      | 11 (23) февраля 1863     | Русская партия     | Председательствующий вице-председатель Национального собрания греч. Προεδρεύων Άντιπρόεδρος της Εθνικής Συνελεύσεως | [ 64 ] [ 65 ] |
| —      |         | Зиновиос Иоанну Валвис (1800—1886) греч. Ζηνόβιος Ιωάννου Βάλβης урожд. Зафириос Иоанну Валвис греч. Ζαφείριος Ιωάννου Βάλβης | 11 (23) февраля 1863     | 27 марта (8 апреля) 1863 | беспартийный       | Председатель Временного правительства греч. Πρόεδρος της Προσωρινής Κυβερνήσεως                                     | [ 66 ] [ 67 ] |
| —      |         | Диомидис Атанасиу Кирьякос (1811—1869) греч. Διομήδης Αθανάσιου Κυριάκος                                                      | 27 марта (8 апреля) 1863 | 29 апреля (11 мая) 1863  | беспартийный       | Председатель Временного правительства греч. Πρόεδρος της Προσωρινής Κυβερνήσεως                                     | [ 68 ] [ 69 ] |
| —      |         | Бенизелос Атанасиу Руфос (1795—1868) греч. Μπενιζέλος Αθανάσιου Ρούφος                                                        | 29 апреля (11 мая) 1863  | 19 июня (1 июля) 1863    | Французская партия | Председатель Временного правительства греч. Πρόεδρος της Προσωρινής Κυβερνήσεως                                     | [ 70 ] [ 71 ] |
| —      |         | Диомидис Атанасиу Кирьякос (1811—1869) греч. Διομήδης Αθανάσιου Κυριάκος                                                      | 19 июня (1 июля) 1863    | 21 июня (3 июля) 1863    | беспартийный       | Председатель Национального собрания греч. Πρόεδρος της Εθνικής Συνελεύσεως                                          | [ 68 ] [ 69 ] |
| —      |         | Бенизелос Атанасиу Руфос (1795—1868) греч. Μπενιζέλος Αθανάσιου Ρούφος                                                        | 21 июня (3 июля) 1863    | 18 (30) октября 1863     | Французская партия | Председатель Временного правительства греч. Πρόεδρος της Προσωρινής Κυβερνήσεως                                     | [ 70 ] [ 71 ] |

### Глюксбурги (1863—1924)
Избранный новым королём Национальным собранием Георгиос I вступил на престол, сойдя с корабля на греческую землю в порту Пирей 18 (30) октября 1863 года, а после принятия депутатами конституции принёс 16 (28) ноября 1864 года ей клятву верности. 5 (18) марта 1913 года в период подготовки торжеств к пятидесятилетию правления король был застрелен. Принявший корону его сын Константинос I с началом Первой мировой войны воздержался от вступления в неё, что противоречило стремлению Совета министров под председательством Элефтериоса Венизелоса выступить на стороне Антанты. 7 (20) октября 1915 года король принудил Венизелоса уйти в отставку, что привело к расколу в греческом обществе между роялистами и либеральными сторонниками Венизелоса, создавшими противостоящее королевскому Правительство национальной обороны, вступившее в войну на стороне Антанты. Начавшаяся 18 ноября (1 декабря) 1916 года ноябриана (проводимый роялистами политический террор) была остановлена после многомесячной морской блокады Греции флотом Антанты (30 мая (12 июня) 1917 года король отрёкся в пользу младшего сына Александроса I под угрозой обстрела Афин). Вернувшийся во главу общенационального правительства 27 июня (10 июля) 1917 года Венезилос объявил всеобщую мобилизацию в поддержку Антанты.
После скоропостижной кончины Александроса I парламент выбрал 12 (25) октября 1920 года регентом трона адмирала Павлоса Кунтуриотиса, а после победы на состоявшихся 1 (14) ноября 1920 года парламентских выборах монархистов его новый состав 4 (17) ноября 1920 года передал регентство королеве-матери Ольге и провёл 22 ноября (5 декабря) 1920 года референдум о возвращении короля Константиноса I. Восстановленный на престоле король прибыл в страну 6 (19) декабря 1920 года в разгар малоазийского похода, окончившегося разгромом греческих войск (командование которыми принял король) силами турецкого национального движения под командованием Гази Мустафы Кемаль-паши, что привело к антиправительственному восстанию 11 (24) сентября 1922 года греческих сухопутных войск и флота и повторному низложению Константиноса I, отрёкшегося 14 (27) сентября 1922 года в пользу старшего сына Георгиоса II.
Возглавляемое Стилианосом Гонатасом правительство, контролируемое Революционным комитетом (греч. Επαναστατικής Επιτροπής), созданным лидером восстания Николаосом Пластирасом, подавив контрреволюционный заговор, вынудили Георгиоса II покинуть страну 19 декабря 1923 года, приведя на следующий день к присяге в качестве регента, действующего от имени отсутствующего короля, адмирала Павлоса Кунтуриотиса. Промонархические политики не приняли участия в состоявшихся 16 декабря выборах в призванное решить конституционные вопросы Национальное собрание, которое 25 марта 1924 года низложило династию Глюксбургов и провозгласило 24 мая республику.
|        | Портрет | Имя (годы жизни)                                                                   | Правление             | Правление             | Династия | Партия                 | Наименование титула/должности                                          | Пр.           |
| Начало | Портрет | Имя (годы жизни)                                                                   | Окончание             |                       | Династия | Партия                 | Наименование титула/должности                                          | Пр.           |
| ------ | ------- | ---------------------------------------------------------------------------------- | --------------------- | --------------------- | --- | ---------------------- | ---------------------------------------------------------------------- | ------------- |
| 4      |         | Георгиос I (1845—1913) греч. Γεώργιος Αʹ                                           | 18 (30) октября 1863  | 5 (18) марта 1913     | Дом Шлезвиг-Гольштейн-Зондербург-Глюксбург греч. Οίκος του Σλέσβιχ-Χόλσταϊν-Σόντερμπουργκ-Γκλύξμπουργκ дат. Huset Slesvig-Holsten-Sønderborg-Lyksborg | —                      | Король эллинов греч. Βασιλεύς των Ελλήνων                              | [ 86 ] [ 87 ] |
| 5 (I)  |         | Константинос I (1868—1923) греч. Κωνσταντίνος Αʹ                                   | 5 (18) марта 1913     | 30 мая (12 июня) 1917 | Дом Шлезвиг-Гольштейн-Зондербург-Глюксбург греч. Οίκος του Σλέσβιχ-Χόλσταϊν-Σόντερμπουργκ-Γκλύξμπουργκ дат. Huset Slesvig-Holsten-Sønderborg-Lyksborg | —                      | Король эллинов греч. Βασιλεύς των Ελλήνων                              | [ 88 ] [ 89 ] |
| 6      |         | Александрос I (1893—1920) греч. Αλέξανδρος Αʹ                                      | 30 мая (12 июня) 1917 | 12 (25) октября 1920  | Дом Шлезвиг-Гольштейн-Зондербург-Глюксбург греч. Οίκος του Σλέσβιχ-Χόλσταϊν-Σόντερμπουργκ-Γκλύξμπουργκ дат. Huset Slesvig-Holsten-Sønderborg-Lyksborg | —                      | Король эллинов греч. Βασιλεύς των Ελλήνων                              | [ 90 ] [ 91 ] |
| —      |         | Элефтериос Кириаку Венизелос (1864—1936) греч. Ελευθέριος Κυριάκου Βενιζέλος       | 12 (25) октября 1920  | 15 (28) октября 1920  | — | Либеральная партия     | Председатель Совета министров греч. Πρόεδρος του Υπουργικού Συμβουλίου | [ 92 ] [ 93 ] |
| —      |         | адмирал Павлос Теодору Кунтуриотис (1855—1935) греч. Παύλος Θεοδώρου Κουντουριώτης | 15 (28) октября 1920  | 4 (17) ноября 1920    | — | военный                | Регент греч. Αντιβασιλεύς                                              | [ 94 ] [ 95 ] |
| —      |         | Ольга (1851—1926) греч. Όλγα урожд. Ольга Константиновна Романова                  | 4 (17) ноября 1920    | 6 (19) декабря 1920   | — | член королевской семьи | Королева-мать — регент греч. Βασιλομήτωρ Αντιβασίλισσα                 | [ 96 ] [ 97 ] |
| 5 (II) |         | Константинос I (1868—1923) греч. Κωνσταντίνος Αʹ                                   | 6 (19) декабря 1920   | 14 (27) сентября 1922 | Дом Шлезвиг-Гольштейн-Зондербург-Глюксбург греч. Οίκος του Σλέσβιχ-Χόλσταϊν-Σόντερμπουργκ-Γκλύξμπουργκ дат. Huset Slesvig-Holsten-Sønderborg-Lyksborg | —                      | Король эллинов греч. Βασιλεύς των Ελλήνων                              | [ 88 ] [ 89 ] |
| 7 (I)  |         | Георгиос II (1890—1947) греч. Γεώργιος Βʹ                                          | 14 (27) сентября 1922 | 25 марта 1924         | Дом Шлезвиг-Гольштейн-Зондербург-Глюксбург греч. Οίκος του Σλέσβιχ-Χόλσταϊν-Σόντερμπουργκ-Γκλύξμπουργκ дат. Huset Slesvig-Holsten-Sønderborg-Lyksborg | —                      | Король эллинов греч. Βασιλεύς των Ελλήνων                              | [ 98 ] [ 99 ] |
| —      |         | адмирал Павлос Теодору Кунтуриотис (1855—1935) греч. Παύλος Θεοδώρου Κουντουριώτης | 25 марта 1924         | 14 апреля 1924        | — | военный                | Регент греч. Αντιβασιλεύς                                              | [ 94 ] [ 95 ] |

## Вторая Греческая республика (1924—1935)
Вторая Греческая республика (греч. Βʹ Ελληνική Δημοκρατία) — период истории страны, начавшийся низложением в 1924 году династии Глюксбургов и завершившийся в 1935 году военным переворотом, восстановившим монархию. Призванное решить конституционные вопросы Национальное собрание низложило 25 марта 1924 года династию Глюксбургов и провозгласило 24 мая Греческую республику (греч. Ελληνική Δημοκρατία), опираясь на итоги проведённого 13 апреля референдума. После оглашения его результатов являвшийся регентом монархии Павлос Кунтуриотис 14 апреля был назначен губернатором, а с провозглашением республики — избран Национальным собранием её президентом. 25 июня 1925 года генерал-лейтенант Теодорос Пангалос осуществил военный переворот, добившись отставки прежнего правительства и получив от президента мандат на формирование нового под своим председательством. Получив на следующий день вотум доверия от Национального собрания, он распустил его 29 сентября 1925 года под предлогом «утраты доверия нации», установив диктаторский режим, усилившийся с его победой на состоявшихся 4 апреля 1926 года президентских выборах, когда он после отставки 6 апреля Павлоса Кунтуриотиса как председатель Совета министров принял президентские полномочия, а с 18 апреля занимал одновременно президентский и премьерский посты. 21—22 августа 1926 года войска столичного гарнизона, поддержавшие антидиктаторское движение, заняли правительственные здания, вскоре был арестован отдыхавший на острове Спеце Теодорос Пангалос. Руководитель движения Георгиос Кондилис (лидер Народной партии) освободил находившегося в тюрьме Павлоса Кунтуриотиса с восстановлением его 24 августа на посту президента Республики.
Республиканская конституция была принята только 4 июня 1927 года, установив преобладание двухпалатного парламента над исполнительной властью. 4 июня 1929 года обеими палатами Павлос Кунтуриотис был переизбран на пост президента, но уже 10 декабря он подал в отставку по состоянию здоровья и исполнять обязанности главы государства стал председатель Сената Александрос Заимис. Он дважды (14 декабря 1929 года и 19 октября 1934 года) избирался парламентом на пост президента. История Второй республики была завершена 10 октября 1935 года, когда Георгиос Кондилис вновь совершил государственный переворот, свергнув правительство Панагиса Цалдариса, отрешил от должности президента Заимиса, объявил себя регентом Греции и упразднил республику.
|            | Портрет         | Имя (годы жизни)                                                                                   | Полномочия      | Полномочия      | Партия          | Выборы                                              | Наименование должности | Пр.             |
| Начало     | Портрет         | Имя (годы жизни)                                                                                   | Окончание       |                 | Партия          | Выборы                                              | Наименование должности | Пр.             |
| ---------- | --------------- | -------------------------------------------------------------------------------------------------- | --------------- | --------------- | --------------- | --------------------------------------------------- | --- | --------------- |
| —          |                 | адмирал Павлос Теодору Кунтуриотис (1855—1935) греч. Παύλος Θεοδώρου Κουντουριώτης                 | 14 апреля 1924  | 24 мая 1924     | военный         | [ комм. 39 ]                                        | Губернатор греч. Κυβερνήτης | [ 94 ] [ 95 ]   |
| 8 (I)      | 24 мая 1924     | адмирал Павлос Теодору Кунтуриотис (1855—1935) греч. Παύλος Θεοδώρου Κουντουριώτης                 | 6 апреля 1926   | 1924            | военный         | Президент Республики греч. Πρόεδρος της Δημοκρατίας | | [ 94 ] [ 95 ]   |
| и. о.      |                 | генерал-лейтенант Теодорос Димитриу Пангалос (1878—1952) греч. Θεοδώρος Δημητρίου Πάγκαλος         | 6 апреля 1926   | 18 апреля 1926  | военный         | [ комм. 41 ]                                        | Председатель Правительства греч. Πρόεδρος της Κυβερνήσεως                                                                              | [ 108 ] [ 109 ] |
| 9          | 18 апреля 1926  | генерал-лейтенант Теодорос Димитриу Пангалос (1878—1952) греч. Θεοδώρος Δημητρίου Πάγκαλος         | 22 августа 1926 | 1926            | военный         | Президент Республики греч. Πρόεδρος της Δημοκρατίας | | [ 108 ] [ 109 ] |
| и. о.      |                 | генерал-лейтенант Георгиос Темистоклеус Кондилис (1879—1936) греч. Γεώργιος Θεμιστοκλέους Κονδύλης | 22 августа 1926 | 24 августа 1926 | Народная партия | [ комм. 43 ]                                        | Руководитель греч. Αρχηγός | [ 110 ] [ 111 ] |
| 8 (II—III) |                 | адмирал Павлос Теодору Кунтуриотис (1855—1935) греч. Παύλος Θεοδώρου Κουντουριώτης                 | 24 августа 1926 | 4 июня 1929     | военный         | [ комм. 44 ]                                        | Президент Республики греч. Πρόεδρος της Δημοκρατίας                                                                                    | [ 94 ] [ 95 ]   |
| 8 (II—III) | 4 июня 1929     | адмирал Павлос Теодору Кунтуриотис (1855—1935) греч. Παύλος Θεοδώρου Κουντουριώτης                 | 10 декабря 1929 | 1929, июнь      | военный         |                                                     | Президент Республики греч. Πρόεδρος της Δημοκρατίας                                                                                    | [ 94 ] [ 95 ]   |
| и. о.      |                 | Александрос Трасивулу Андреу Заимис (1855—1936) греч. Αλέξανδρος Θρασυβούλου Ανδρέου Ζαΐμης        | 10 декабря 1929 | 14 декабря 1929 | беспартийный    | [ комм. 45 ]                                        | Председатель Сената, исполняющий обязанности Президента Республики греч. Αναπληρών τον Προέδρων της Δημοκρατίας Πρόεδρος της Γερουσίας | [ 112 ] [ 113 ] |
| 10 (I—II)  | 14 декабря 1929 | Александрос Трасивулу Андреу Заимис (1855—1936) греч. Αλέξανδρος Θρασυβούλου Ανδρέου Ζαΐμης        | 19 октября 1934 | 1929, декабрь   | беспартийный    | Президент Республики греч. Πρόεδρος της Δημοκρατίας | | [ 112 ] [ 113 ] |
| 10 (I—II)  | 19 октября 1934 | Александрос Трасивулу Андреу Заимис (1855—1936) греч. Αλέξανδρος Θρασυβούλου Ανδρέου Ζαΐμης        | 10 октября 1935 | 1934            | беспартийный    | Президент Республики греч. Πρόεδρος της Δημοκρατίας | | [ 112 ] [ 113 ] |

## Королевство Греция (1935—1941)
Георгиос Кондилис, совершив 10 октября 1935 года государственный переворот, объявив себя регентом Греции и упразднив республику, организовал проведение 3 ноября 1935 года референдума о возобновлении монархии. Восстановленный на престоле Георгиос II вступил на борт греческого военного корабля 22 ноября 1935 года в Бриндизи (Италия) и высадился в стране спустя 2 дня. Назначенный 13 апреля 1936 года главой правительства генерал-лейтенант Иоаннис Метаксас 4 августа 1936 года распустил парламент и стал фактическим правителем страны, установив диктаторский режим, основанный на националистической и патерналистской идеологии метаксизма. Успех в войне с Италией (октябрь 1940 — апрель 1941 года) был обнулён начавшейся 6 апреля 1941 года операцией «Марита» (вторжением немецких войск с территории Болгарии), закончившейся 30 апреля оккупацией материковой Греции. Эвакуировавшиеся на Крит король и сформированное 21 апреля правительство Эммануила Цудероса после начала 20 мая 1941 года сражения на Крите отплыли на британском корабле в Александрию и с 22 мая 1941 года находились в изгнании.
|        | Портрет | Имя (годы жизни)                                                                                   | Правление       | Правление      | Династия | Партия          | Наименование титула/должности             | Пр.             |
| Начало | Портрет | Имя (годы жизни)                                                                                   | Окончание       |                | Династия | Партия          | Наименование титула/должности             | Пр.             |
| ------ | ------- | -------------------------------------------------------------------------------------------------- | --------------- | -------------- | --- | --------------- | ----------------------------------------- | --------------- |
| —      |         | генерал-лейтенант Георгиос Темистоклеус Кондилис (1879—1936) греч. Γεώργιος Θεμιστοκλέους Κονδύλης | 10 октября 1935 | 25 ноября 1935 | — | Народная партия | Регент греч. Αντιβασιλεύς                 | [ 110 ] [ 111 ] |
| 7 (II) |         | Георгиос II (1890—1947) греч. Γεώργιος Βʹ                                                          | 25 ноября 1935  | 22 мая 1941    | Дом Шлезвиг-Гольштейн-Зондербург-Глюксбург греч. Οίκος του Σλέσβιχ-Χόλσταϊν-Σόντερμπουργκ-Γκλύξμπουργκ дат. Huset Slesvig-Holsten-Sønderborg-Lyksborg | —               | Король эллинов греч. Βασιλεύς των Ελλήνων | [ 98 ] [ 99 ]   |

## Греческое государство (1941—1944)
Материковая Греция была оккупирована немецкими войсками к 30 апреля 1941 года, а к 31 мая — завершилось сражение на Крите. Король Георгиос II и правительство Эммануила Цудероса с 22 мая 1941 года находились в изгнании в Каире, позже король отбыл в Лондон. Страна (за исключением аннексированной Болгарией Западной Фракии) была разделена на оккупационные зоны Германии, Италии и Болгарии, под верховным гражданским управлением полномочных представителей Рейха (нем. Bevollmächtigter des Reichs) Гюнтера Альтенбурга (май 1941 — октябрь 1943) и Курта-Фрица фон Гравеница (c октября 1943). Оккупационные власти санкционировали создание 29 апреля 1941 года коллаборационистского греческого правительства, которое опубликовало 2 мая декрет, по которому название государства в законодательных актах и на государственной печати было изменено на Греческое государство (греч. Ελληνική Πολιτεία). Правительство в изгнании, возглавляемое с 26 апреля 1944 года Георгиосом Папандреу, вернулось на освобожденную территорию 13 октября 1944 года и в Афины 18 октября.
|        | Портрет | Имя (годы жизни)                                                                                     | Правление      | Правление       | Партия       | Наименование должности                                    | Пр.             |
| Начало | Портрет | Имя (годы жизни)                                                                                     | Окончание      |                 | Партия       | Наименование должности                                    | Пр.             |
| ------ | ------- | --- | -------------- | --------------- | ------------ | --------------------------------------------------------- | --------------- |
| —      |         | генерал-лейтенант Георгиос Константину Цолакоглу (1886—1948) греч. Γεώργιος Κωνσταντίνου Τσολάκογλου | 29 апреля 1941 | 1 декабря 1942  | военный      | Председатель Правительства греч. Πρόεδρος της Κυβερνήσεως | [ 123 ] [ 124 ] |
| —      |         | Константинос Иоанну Логофетопулос (1878—1961) греч. Κωνσταντίνος Ιωάννου Λογοθετόπουλος              | 1 декабря 1942 | 7 апреля 1943   | беспартийный | Председатель Правительства греч. Πρόεδρος της Κυβερνήσεως | [ 125 ] [ 126 ] |
| —      |         | Иоаннис Димитриу Раллис (1878—1946) греч. Ιωάννης Δημητρίου Ράλλης                                   | 7 апреля 1943  | 12 октября 1944 | беспартийный | Председатель Правительства греч. Πρόεδρος της Κυβερνήσεως | [ 127 ] [ 128 ] |

## Королевство Греция (1944—1973)
Возглавляемое с 26 апреля 1944 года Георгиосом Папандреу правительство в изгнании вернулось из Каира (Египет) на освобожденную территорию страны 13 октября 1944 года и в Афины 18 октября. Работая от имени находившегося в Лондоне короля Георгиоса II, оно восстановило в законодательстве использование наименования государства Королевство Греция (греч. Βασίλειον της Ελλάδος) и смогло разоружить и распустить военную организацию прокоммунистического антифашистского Сопротивления (Народно-освободительную армию, ЭЛАС). Для придания монархической идее общенационального характера 30 декабря 1945 года король назначил своим регентом архиепископа Афинского и всея Эллады Дамаскина; 1 сентября 1946 года был проведён референдум о сохранении монархии, открывший путь для возвращения Георгиоса II, прибывшего в Афины 27 сентября. После кончины бездетного короля 1 апреля 1947 года престол наследовал его младший брат Павлос I, на первые годы правления которого пришлась гражданская война с Демократической армией Греции, продолжавшаяся до октября 1949 года. Готовясь в операции по резекции желудка страдающий раком желудка Павлос I назначил 20 февраля 1964 года своего сына Константиноса регентом; после последовавшей 6 марта кончины короля регент вступил на престол с тронным именем Константинос II.
В результате военного переворота, осуществлённого 21 апреля 1967 года группой офицеров, создавших Революционный комитет (греч. Η Επαναστατική Επιτροπή), в который вошли бригадный генерал Стилианос Паттакос и полковники Георгиос Пападопулос и Николаос Макарезос, политическая жизнь страны была поставлена под контроль военной диктатуры правового толка, получившей название «режим полковников» (греч. Καθεστώς των Συνταγματαρχών, в русскоязычных источниках — «режим чёрных полковников»). Король согласился с предложенным военными составом нового правительства под председательством Константиноса Колиаса, легитимизировав установленный режим, однако начал подготовку намеченного на 13 декабря 1967 года контр-переворота, а после его провала 14 декабря вылетел в Италию и в страну более не возвращался. Действия короля и его эмиграция позволили Революционному комитету в тот же день назначить Георгиоса Зоитакиса регентом для осуществления королевских полномочий; 21 марта 1972 года Зоитакис был смещён главой сформированного 13 декабря 1967 года Национально-революционного правительства Георгиосом Пападопулосом, занявшим и этот пост. Монархия была упразднена с учреждением Греческой Республики актом, изданным правительством 1 июня 1973 года.
Курсивом и серым цветом выделены даты начала и окончания полномочий регентов, назначенных «режимом чёрных полковников» для осуществления полномочий эмигрировавшего короля Константиноса II.
|         | Портрет | Имя (годы жизни) | Правление        | Правление        | Династия | Партия             | Наименование титула/должности                                          | Пр.             |
| Начало  | Портрет | Имя (годы жизни) | Окончание        |                  | Династия | Партия             | Наименование титула/должности                                          | Пр.             |
| ------- | ------- | --- | ---------------- | ---------------- | --- | ------------------ | ---------------------------------------------------------------------- | --------------- |
| —       |         | Георгиос Андреа Папандреу (1888—1968) греч. Γεώργιος Ανδρέα Παπανδρέου урожд. Георгиос Андреа Ставропулос греч. Γεώργιος Ανδρέα Σταυρόπουλος | 12 октября 1944  | 31 декабря 1944  | — | Либеральная партия | Председатель Совета министров греч. Πρόεδρος του Υπουργικού Συμβουλίου | [ 122 ] [ 136 ] |
| —       |         | архиепископ Дамаскин (1891—1949) греч. Αρχιεπίσκοπος Δαμασκηνός в миру Димитриос Николау Папандреу греч. Δημήτριος Νικολάου Παπανδρέου       | 31 декабря 1944  | 27 сентября 1946 | — | беспартийный       | Регент греч. Αντιβασιλεύς                                              | [ 137 ] [ 138 ] |
| 7 (III) |         | Георгиос II (1890—1947) греч. Γεώργιος Βʹ | 27 сентября 1946 | 1 апреля 1947    | Дом Шлезвиг-Гольштейн-Зондербург-Глюксбург греч. Οίκος του Σλέσβιχ-Χόλσταϊν-Σόντερμπουργκ-Γκλύξμπουργκ дат. Huset Slesvig-Holsten-Sønderborg-Lyksborg | —                  | Король эллинов греч. Βασιλεύς των Ελλήνων                              | [ 98 ] [ 99 ]   |
| 11      |         | Павлос I (1901—1964) греч. Παύλος Αʹ | 1 апреля 1947    | 6 марта 1964     | Дом Шлезвиг-Гольштейн-Зондербург-Глюксбург греч. Οίκος του Σλέσβιχ-Χόλσταϊν-Σόντερμπουργκ-Γκλύξμπουργκ дат. Huset Slesvig-Holsten-Sønderborg-Lyksborg | —                  | Король эллинов греч. Βασιλεύς των Ελλήνων                              | [ 139 ] [ 140 ] |
| 12      |         | Константинос II (1940—2023) греч. Κωνσταντίνος Βʹ                                                                                            | 6 марта 1964     | 1 июня 1973      | Дом Шлезвиг-Гольштейн-Зондербург-Глюксбург греч. Οίκος του Σλέσβιχ-Χόλσταϊν-Σόντερμπουργκ-Γκλύξμπουργκ дат. Huset Slesvig-Holsten-Sønderborg-Lyksborg | —                  | Король эллинов греч. Βασιλεύς των Ελλήνων                              | [ 141 ] [ 142 ] |
| —       |         | генерал-лейтенант Георгиос Константину Зоитакис (1910—1996) греч. Γεώργιος Κωνσταντίνου Ζωιτάκης                                             | 13 декабря 1967  | 21 марта 1972    | — | военный            | Регент греч. Αντιβασιλεύς                                              | [ 143 ] [ 144 ] |
| —       |         | полковник Георгиос Христу Пападопулос (1919—1999) греч. Γεώργιος Χρήστου Παπαδόπουλος                                                        | 21 марта 1972    | 1 июня 1973      | — | военный            | Регент греч. Αντιβασιλεύς                                              | [ 145 ] [ 146 ] |

## Метаполитефси и Третья Греческая республика (с 1973)
Монархия в Греции была упразднена с учреждением Греческой Республики (греч. Ελληνική Δημοκρατία) актом, изданным 1 июня 1973 года Национально-революционным правительством, возглавляемым Георгиосом Пападопулосом. Тот же акт провозгласил Пападопулоса временным президентом Республики (греч. Προσωρινός Πρόεδρος της Δημοκρατίας). После одобрения учреждения республики на состоявшемся 29 июля 1973 года референдуме парламент 19 августа избрал его президентом Республики (греч. Πρόεδρος της Δημοκρατίας). Принятый Пападополусом и проводимый назначенным им правительством Спироса Маркезиниса курс на метаполитефси (греч. Μεταπολίτευση) — переход от авторитарных к демократическим формам государственного устройства — был прерван 25 ноября 1973 года смещением с постов и арестом президента и членов правительства, осуществлённым бригадным генералом Димитриосом Иоаннидисом, который назначил президентом генерал-лейтенанта Федона Гизикиса. Во время политического кризиса (когда поддержанный хунтой военный переворот на Кипре с целью присоединения острова к Греции привёл 20 июля 1974 года к турецкому вторжению на север острова с выдворением оттуда греков-киприотов) Федон Гизикис встретился 23 июля 1974 года с ведущими греческими политическими и военными деятелями, согласовавшими на встрече арест Иоаннидиса и назначение главой правительства противника диктатуры Константиноса Караманлиса, вернувшегося из эмиграции той же ночью.
Созданное им Правительство национального единства признало нелегитимным законотворчество хунты, в связи с чем провело 8 декабря 1974 года повторный референдум по упразднению монархии и учреждению республики. После отставки 14 декабря 1974 года Федона Гизикиса президентские обязанности исполнял глава правительства Караманлис, до избрания парламентом 18 декабря временным президентом Михаила Стасинопулоса (на период разработки новой конституции). Национальное собрание приняло 7 июня 1975 года конституцию (вступила в силу 11 июня), установив парламентскую республику, называемую Третья Греческая республика (греч. Γ΄ Ελληνική Δημοκρατία), в которой поддерживается конституционная передача власти.
|           | Портрет         | Имя (годы жизни)                                                                          | Полномочия      | Полномочия      | Партия                                 | Выборы                                              | Наименование должности                                                       | Пр.             |
| Начало    | Портрет         | Имя (годы жизни)                                                                          | Окончание       |                 | Партия                                 | Выборы                                              | Наименование должности                                                       | Пр.             |
| --------- | --------------- | ----------------------------------------------------------------------------------------- | --------------- | --------------- | -------------------------------------- | --------------------------------------------------- | ---------------------------------------------------------------------------- | --------------- |
| 13 (I—II) |                 | полковник Георгиос Христу Пападопулос (1919—1999) греч. Γεώργιος Χρήστου Παπαδόπουλος     | 1 июня 1973     | 19 августа 1973 | беспартийный                           | [ комм. 63 ]                                        | Временный президент Республики греч. Προσωρινός Πρόεδρος της Δημοκρατίας     | [ 145 ] [ 146 ] |
| 13 (I—II) | 19 августа 1973 | полковник Георгиос Христу Пападопулос (1919—1999) греч. Γεώργιος Χρήστου Παπαδόπουλος     | 25 ноября 1973  | [ комм. 65 ]    | беспартийный                           | Президент Республики греч. Πρόεδρος της Δημοκρατίας |                                                                              | [ 145 ] [ 146 ] |
| 14        |                 | генерал-лейтенант Федон Димитриу Гизикис (1917—1999) греч. Φαίδων Δημητρίου Γκιζίκης      | 25 ноября 1973  | 14 декабря 1974 | военный                                | Президент Республики греч. Πρόεδρος της Δημοκρατίας | [ комм. 66 ]                                                                 | [ 157 ] [ 158 ] |
| и. о.     |                 | Константинос Георгиу Караманлис (1907—1998) греч. Κωνσταντίνος Γεωργίου Καραμανλής        | 14 декабря 1974 | 18 декабря 1974 | Новая демократия                       | [ комм. 67 ]                                        | Председатель Совета министров греч. Πρόεδρος του Υπουργικού Συμβουλίου       | [ 159 ] [ 160 ] |
| 15        |                 | Михаил Димитриу Стасинопулос (1903—2002) греч. Μιχαήλ Δημητρίου Στασινόπουλος             | 18 декабря 1974 | 20 июня 1975    | Новая демократия                       | 1974                                                | Временный президент Республики греч. Προσωρινός Πρόεδρος της Δημοκρατίας     | [ 161 ] [ 162 ] |
| 16        |                 | Константинос Димитриу Цацос (1899—1987) греч. Κωνσταντίνος Δημητρίου Τσάτσος              | 20 июня 1975    | 14 мая 1980     | Новая демократия                       | 1975                                                | Президент Республики греч. Πρόεδρος της Δημοκρατίας                          | [ 163 ] [ 164 ] |
| 17 (I)    |                 | Константинос Георгиу Караманлис (1907—1998) греч. Κωνσταντίνος Γεωργίου Καραμανλής        | 15 мая 1980     | 10 марта 1985   | Новая демократия                       | 1980                                                | Президент Республики греч. Πρόεδρος της Δημοκρατίας                          | [ 159 ] [ 160 ] |
| и. о.     |                 | Иоаннис Николау Алеврас (1912—1995) греч. Ιωάννης Νικολάου Αλευράς                        | 10 марта 1985   | 29 марта 1985   | Всегреческое социалистическое движение | [ комм. 68 ]                                        | Заместитель президента Республики греч. Αναπληρωτής Πρόεδρος της Δημοκρατίας | [ 165 ] [ 166 ] |
| 18        |                 | Христос Антониу Сардзетакис (1929—2022) греч. Χρήστος Αντωνίου Σαρτζετάκης                | 30 марта 1985   | 4 мая 1990      | беспартийный                           | 1985                                                | Президент Республики греч. Πρόεδρος της Δημοκρατίας                          | [ 167 ] [ 168 ] |
| 17 (II)   |                 | Константинос Георгиу Караманлис (1907—1998) греч. Κωνσταντίνος Γεωργίου Καραμανλής        | 4 мая 1990      | 10 марта 1995   | Новая демократия                       | 1990                                                | Президент Республики греч. Πρόεδρος της Δημοκρατίας                          | [ 159 ] [ 160 ] |
| 19 (I—II) |                 | Константинос Димитриу Стефанопулос (1926—2016) греч. Κωνσταντίνος Δημητρίου Στεφανόπουλος | 10 марта 1995   | 11 марта 2000   | беспартийный                           | 1995                                                | Президент Республики греч. Πρόεδρος της Δημοκρατίας                          | [ 169 ] [ 170 ] |
| 19 (I—II) | 11 марта 2000   | Константинос Димитриу Стефанопулос (1926—2016) греч. Κωνσταντίνος Δημητρίου Στεφανόπουλος | 12 марта 2005   | 2000            | беспартийный                           |                                                     | Президент Республики греч. Πρόεδρος της Δημοκρατίας                          | [ 169 ] [ 170 ] |
| 20 (I—II) |                 | Каролос Григориу Папулиас (1929—2021) греч. Κάρολος Γρηγορίου Παπούλιας                   | 12 марта 2005   | 12 марта 2010   | Всегреческое социалистическое движение | 2005                                                | Президент Республики греч. Πρόεδρος της Δημοκρατίας                          | [ 171 ] [ 172 ] |
| 20 (I—II) | 12 марта 2010   | Каролос Григориу Папулиас (1929—2021) греч. Κάρολος Γρηγορίου Παπούλιας                   | 13 марта 2015   | 2010            | Всегреческое социалистическое движение |                                                     | Президент Республики греч. Πρόεδρος της Δημοκρατίας                          | [ 171 ] [ 172 ] |
| 21        |                 | Прокопис Василиу Павлопулос (1950—) греч. Προκόπης Βασιλείου Παυλόπουλος                  | 13 марта 2015   | 13 марта 2020   | Новая демократия                       | 2014—2015                                           | Президент Республики греч. Πρόεδρος της Δημοκρατίας                          | [ 173 ] [ 174 ] |
| 22        |                 | Экатерини Николау Сакелларопулу (1956—) греч. Αικατερίνη Νικολάου Σακελλαροπούλου         | 13 марта 2020   | 13 марта 2025   | беспартийная                           | 2020                                                | Президент Республики греч. Πρόεδρος της Δημοκρατίας                          | [ 175 ] [ 176 ] |
| 23        |                 | Константинос Антониу Тасулас (1959—) греч. Κωνσταντίνος Αντωνίου Τασούλας                 | 13 марта 2025   | действующий     | Новая демократия                       | 2025                                                | Президент Республики греч. Πρόεδρος της Δημοκρατίας                          | [ 177 ] [ 178 ] |